# Лангеог
Лангеог (нем. Langeoog) — остров в Германии, входящий в состав Фризских островов. В административном плане имеет статус муниципалитета (нем. Gemeinde) в земле Нижняя Саксония.

Карта острова

Входит в состав района Виттмунд. Население составляет 1945 человек (на 31 декабря 2010 года). Занимает площадь 19,67 км².

## Население
| Год  | Население |
| ---- | --------- |
| 1990 | 2001      |
| 1995 | 2108      |
| 2000 | 2041      |
| 2005 | 1991      |
| 2010 | 1945      |

## Транспорт
Остров имеет своё собственное пароходство, Schiffahrt der Inselgemeinde Langeoog (судоходство островного посёлка Лангеог), которое эксплуатирует паромную переправу между островом и континентом. Время в пути на пароме от материка до острова — полчаса (около 10 км). Также пароходство эксплуатирует узкоколейную железную дорогу (Inselbahn Langeoog), которая связывает порт с посёлком, имеется миниатюрный железнодорожный вокзал. Длина дороги — всего два с половиной километра. Ширина колеи — 1000 мм.
Также на острове есть аэродром.
Использование автомобилей на острове запрещено, исключение сделано только для службы скорой помощи и пожарной охраны. Альтернативные средства транспорта, распространённые на острове — велосипеды, конные повозки и электромобили.

## Туризм
Остров известен песчаным пляжем на северном берегу, куда приезжают отдыхать как жители Германии, так и зарубежные туристы.

## Фотографии

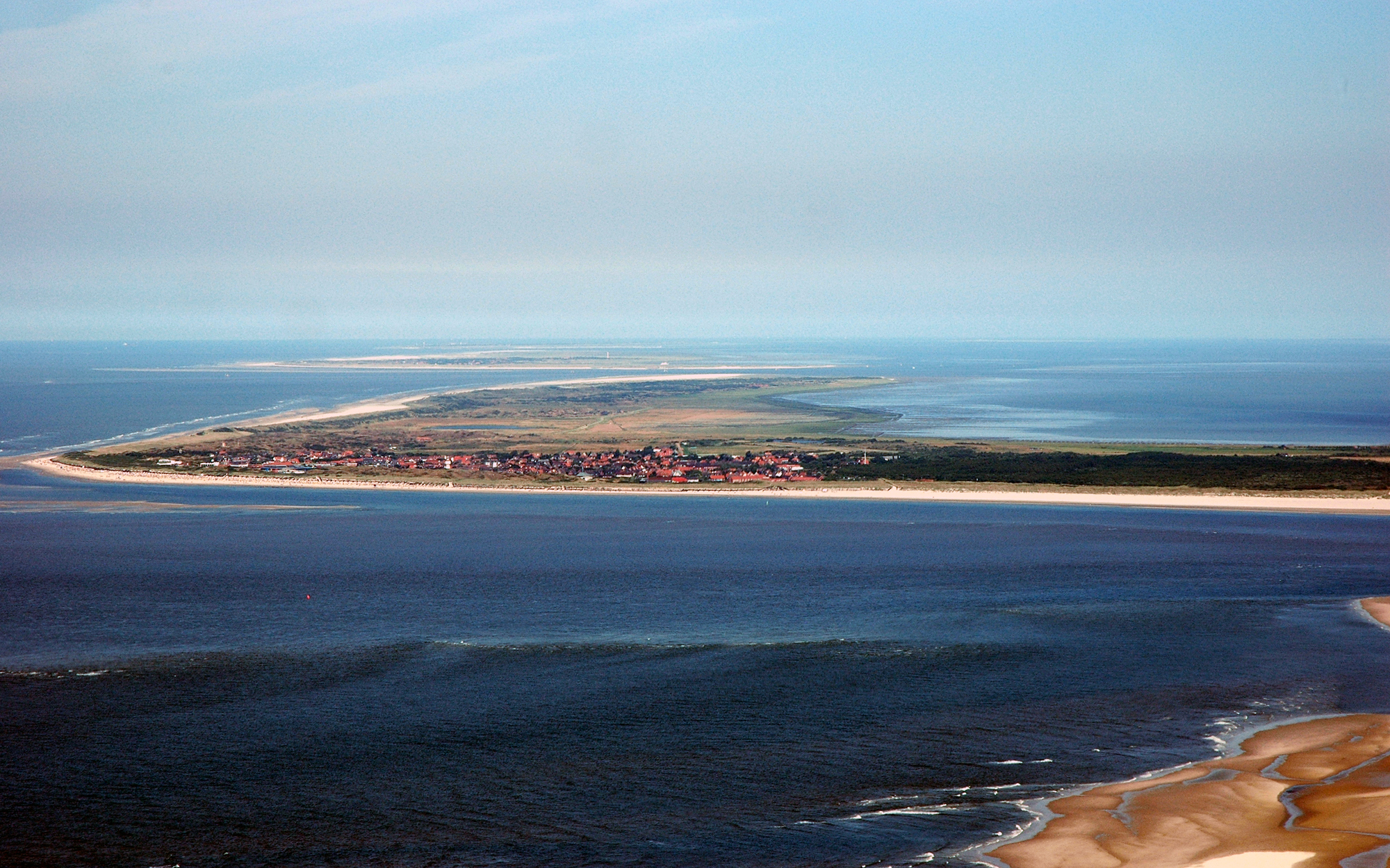
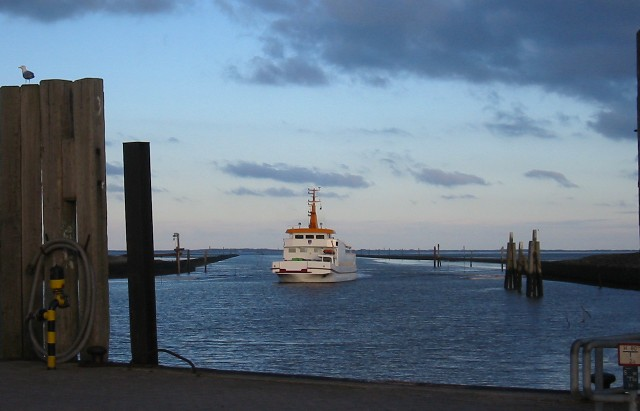
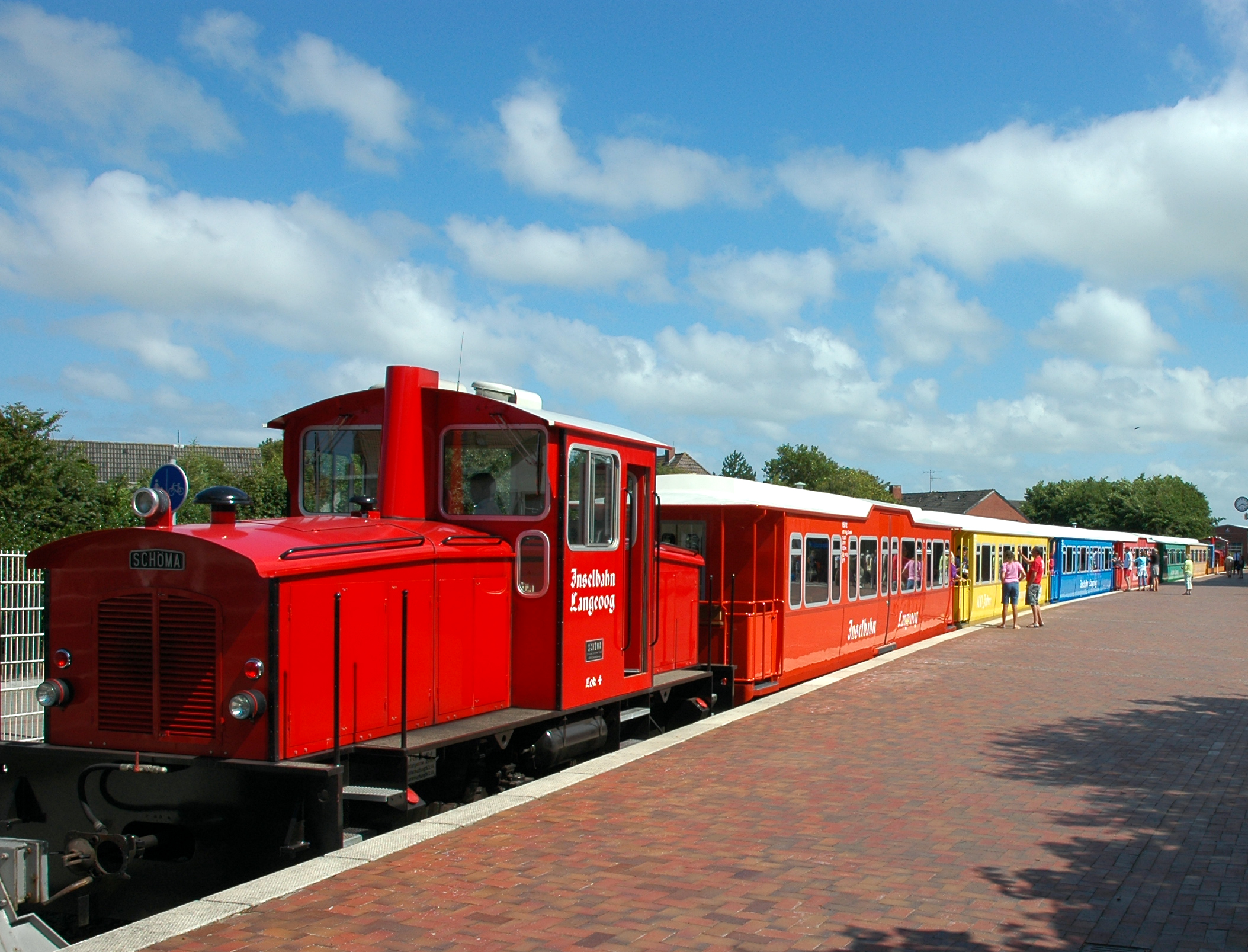
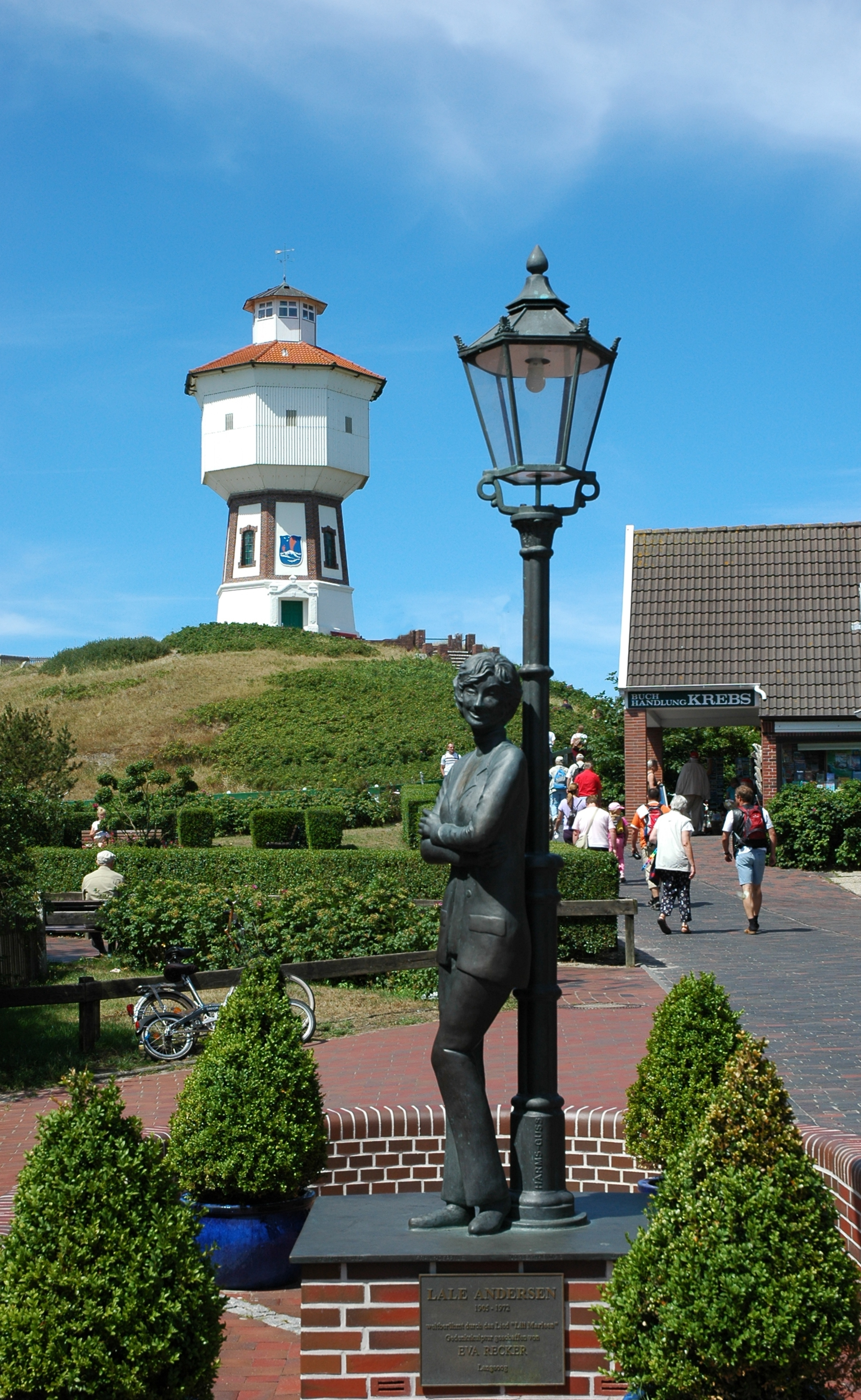
Памятник
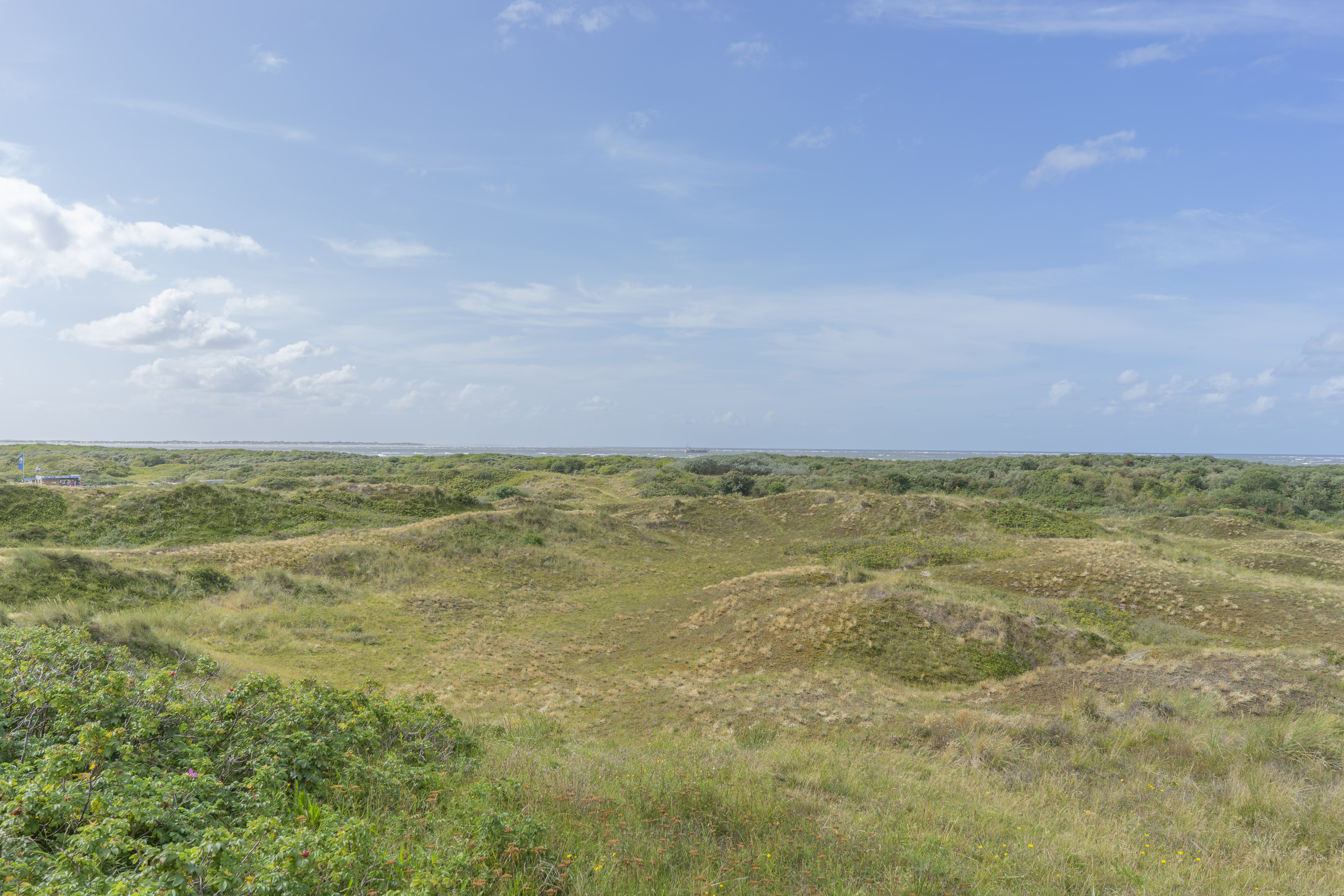
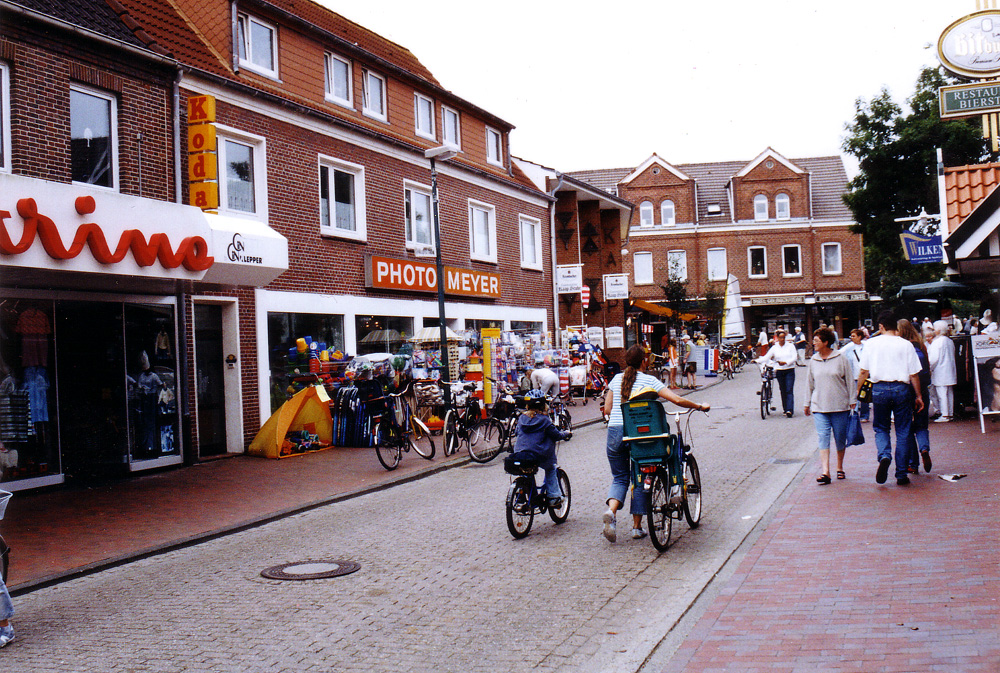
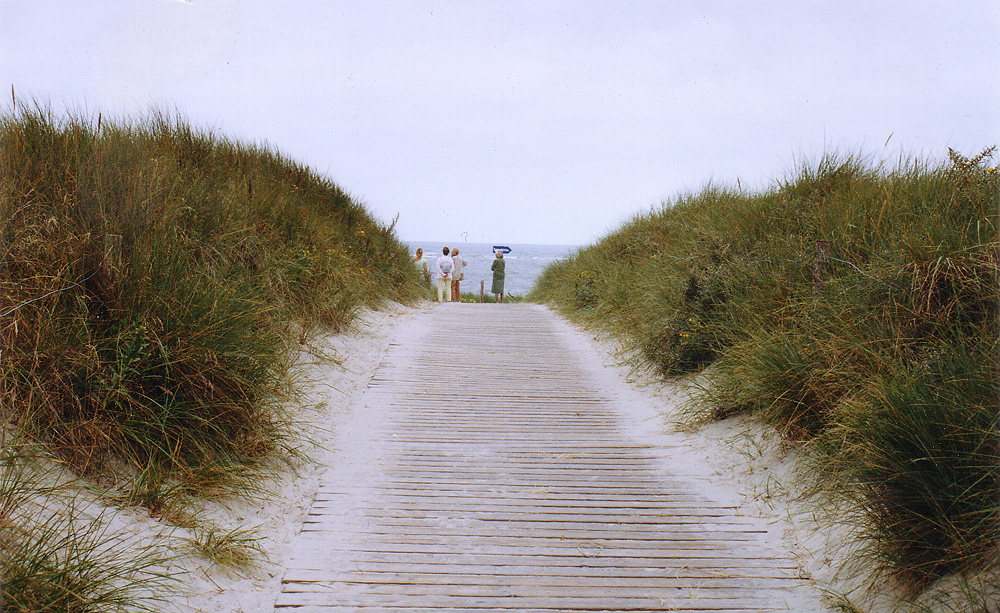
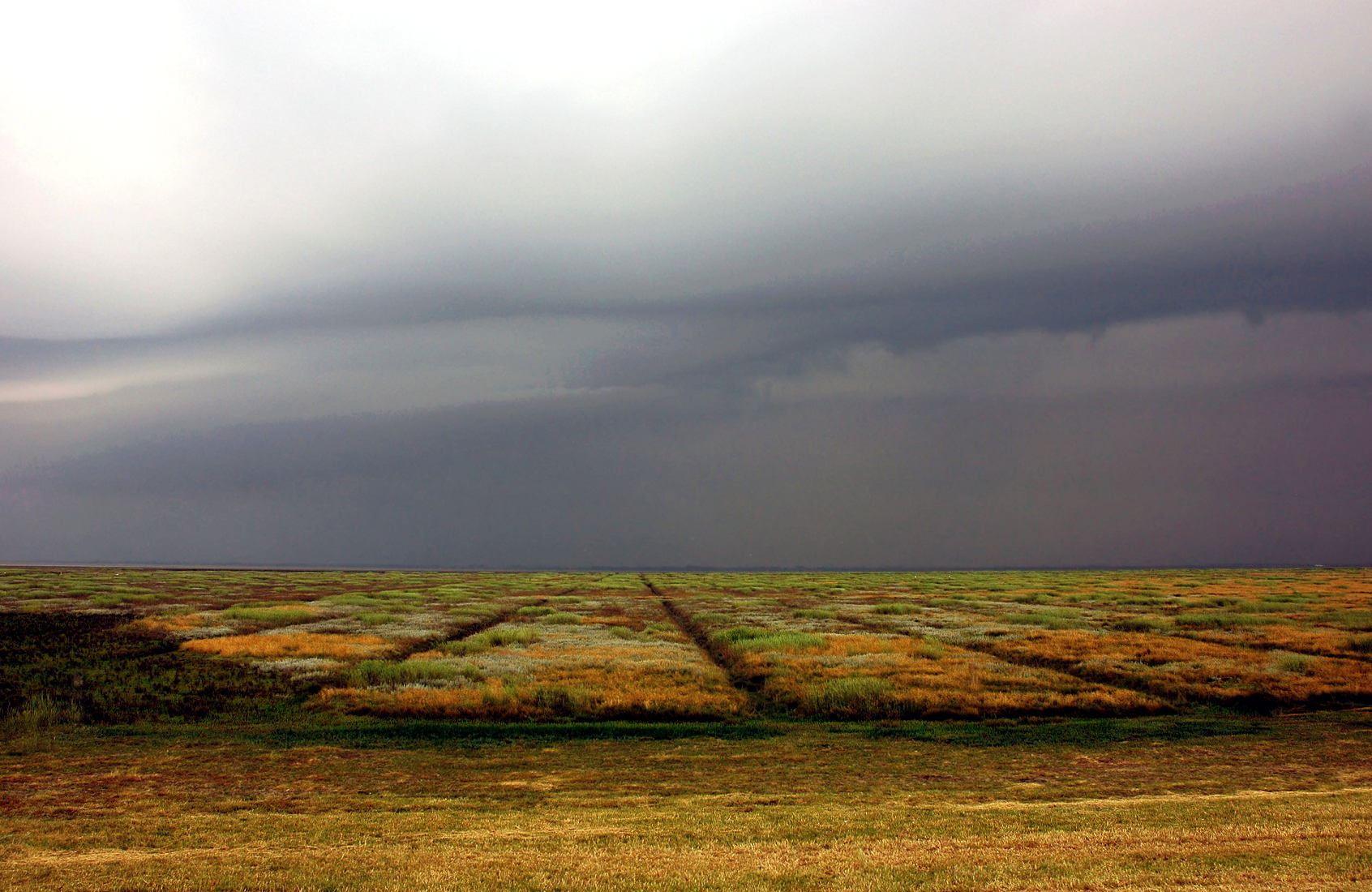
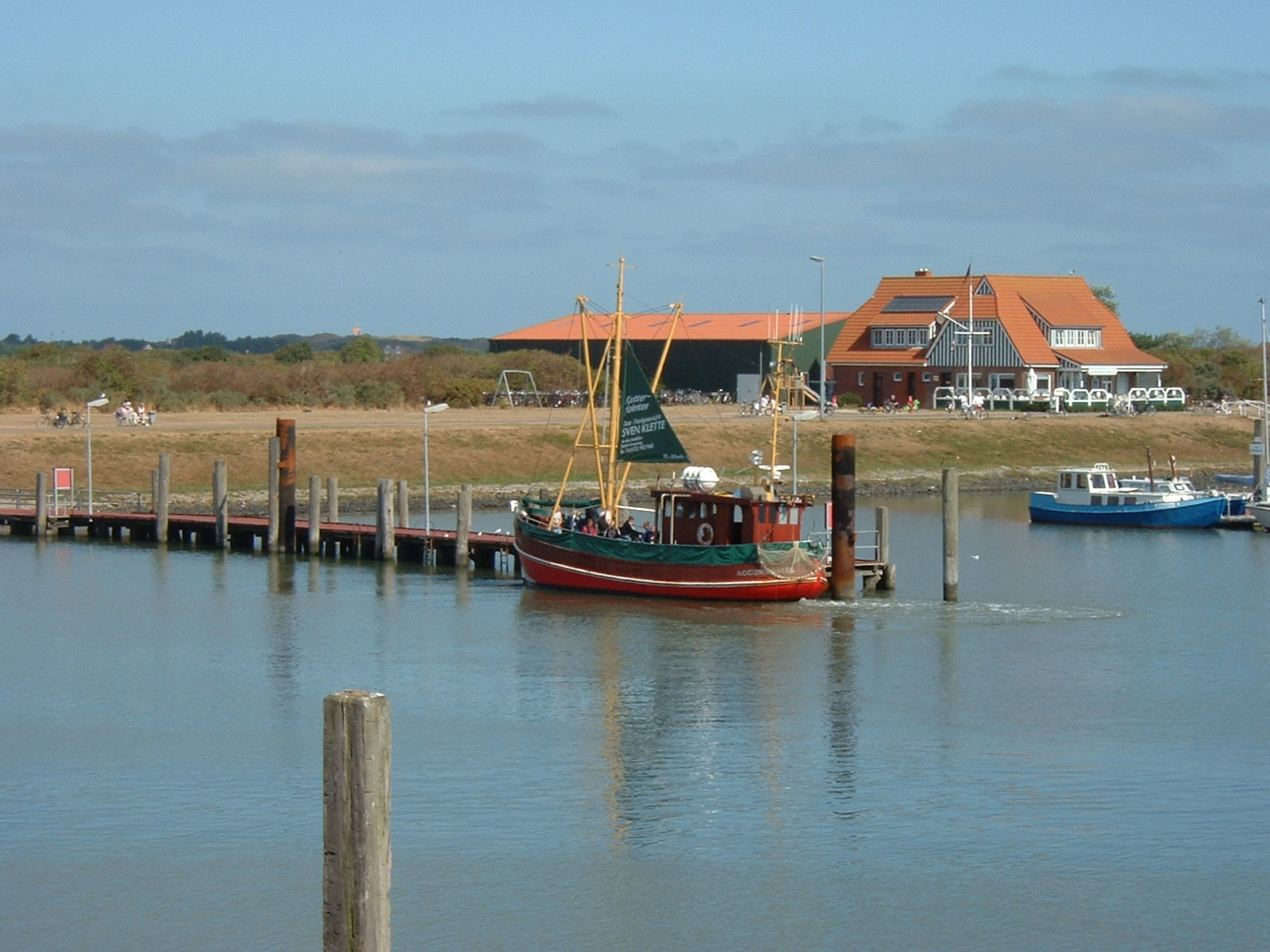
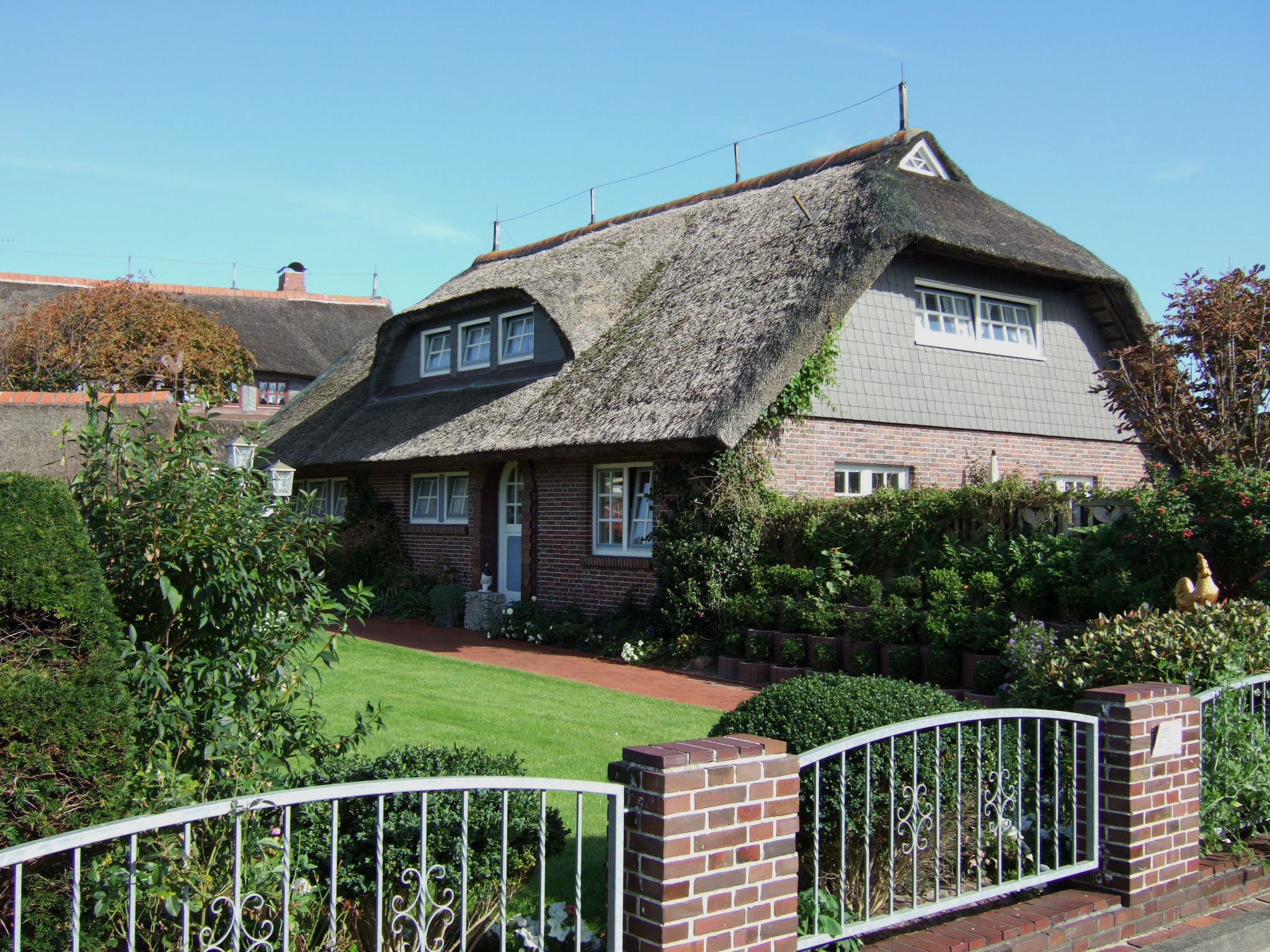
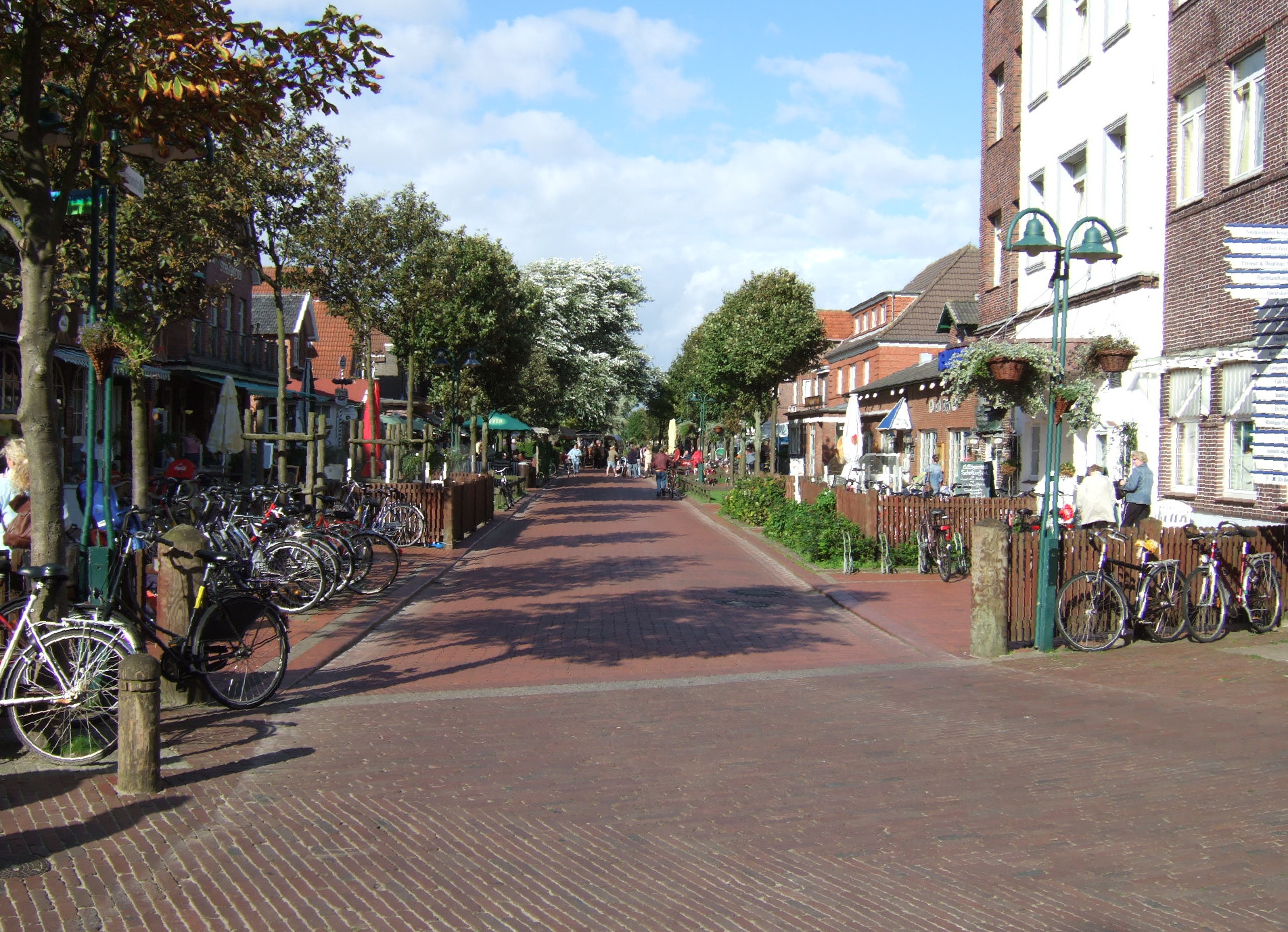
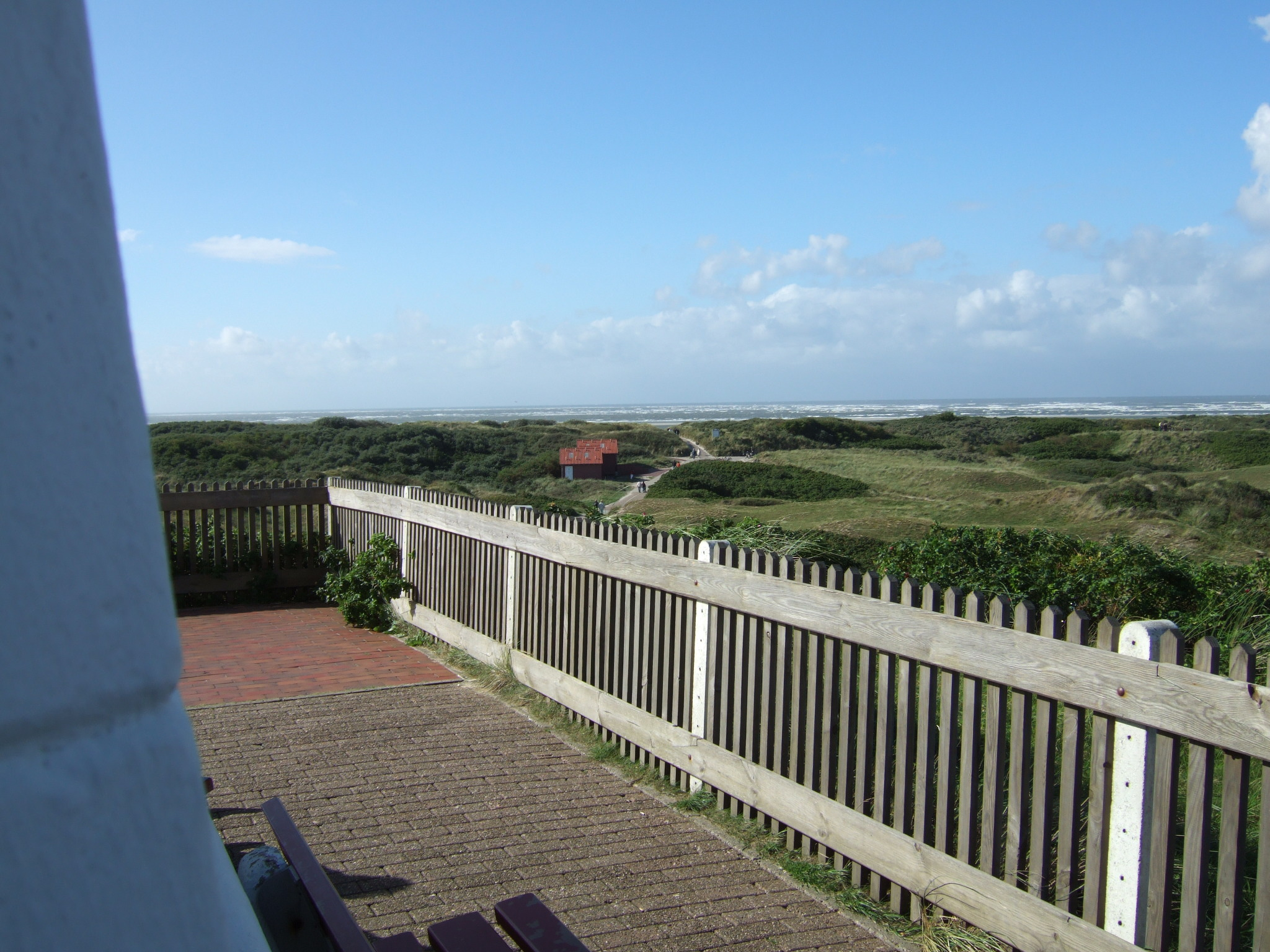
Водонапорная башня
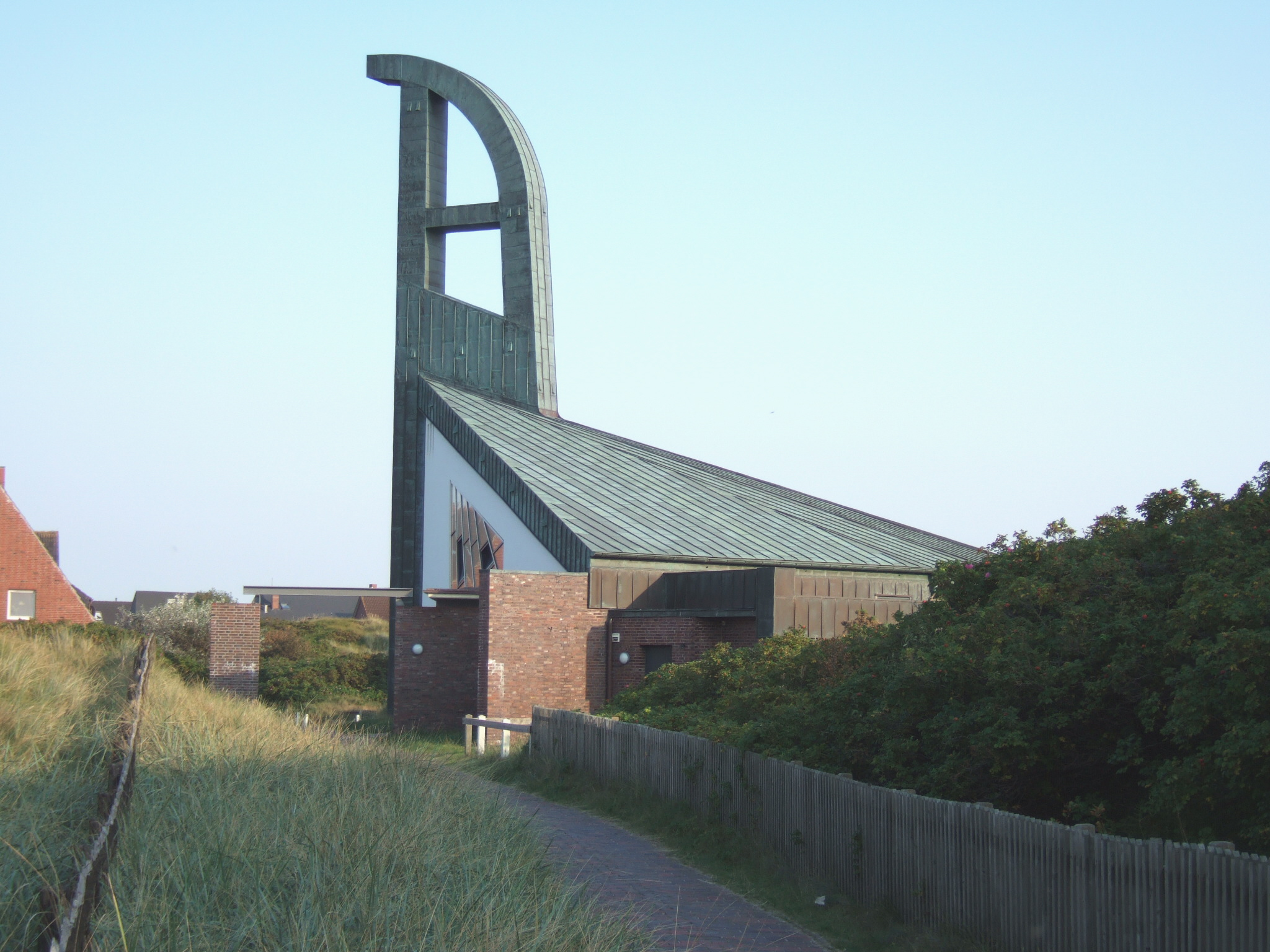
Церковь
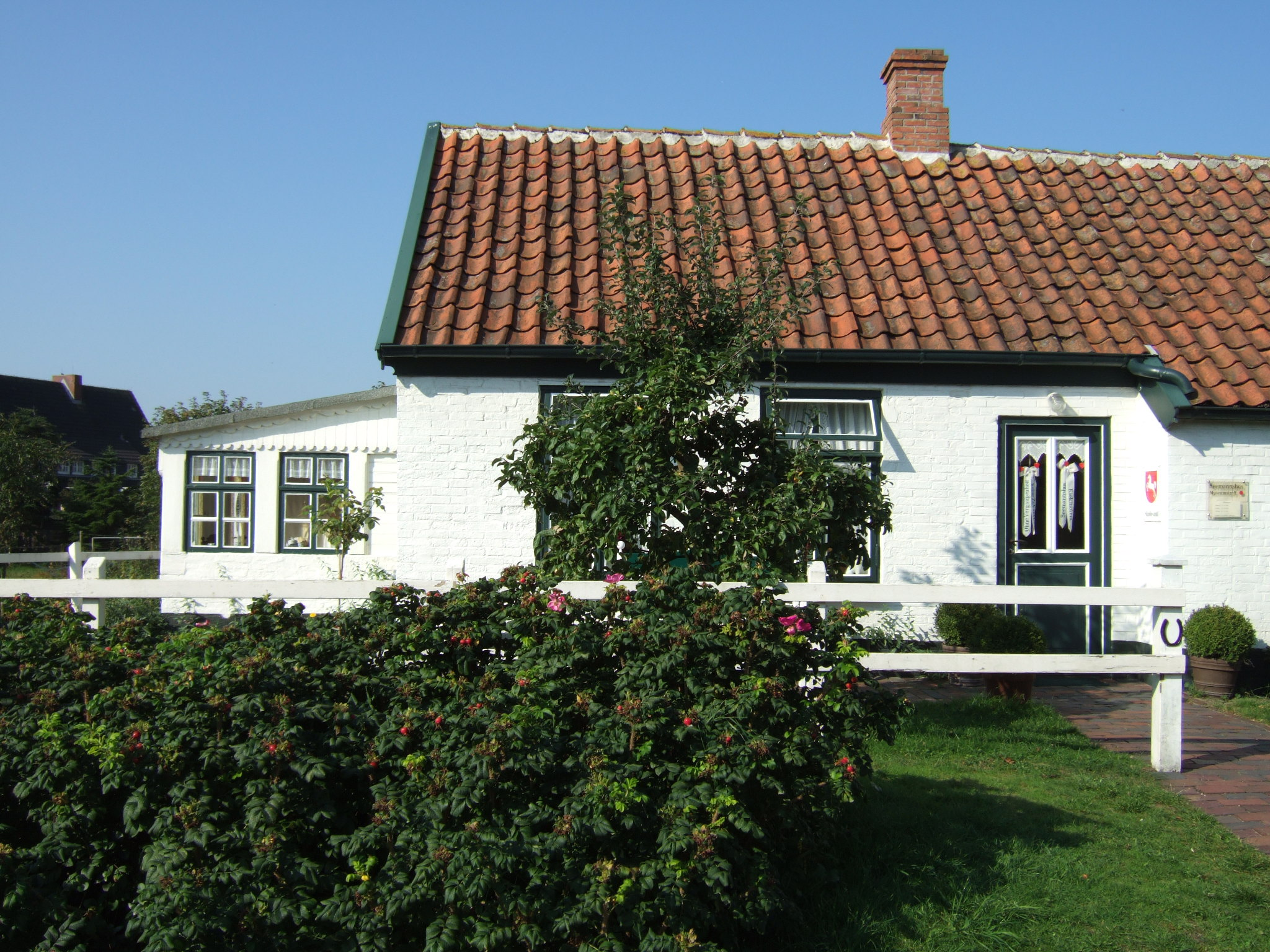
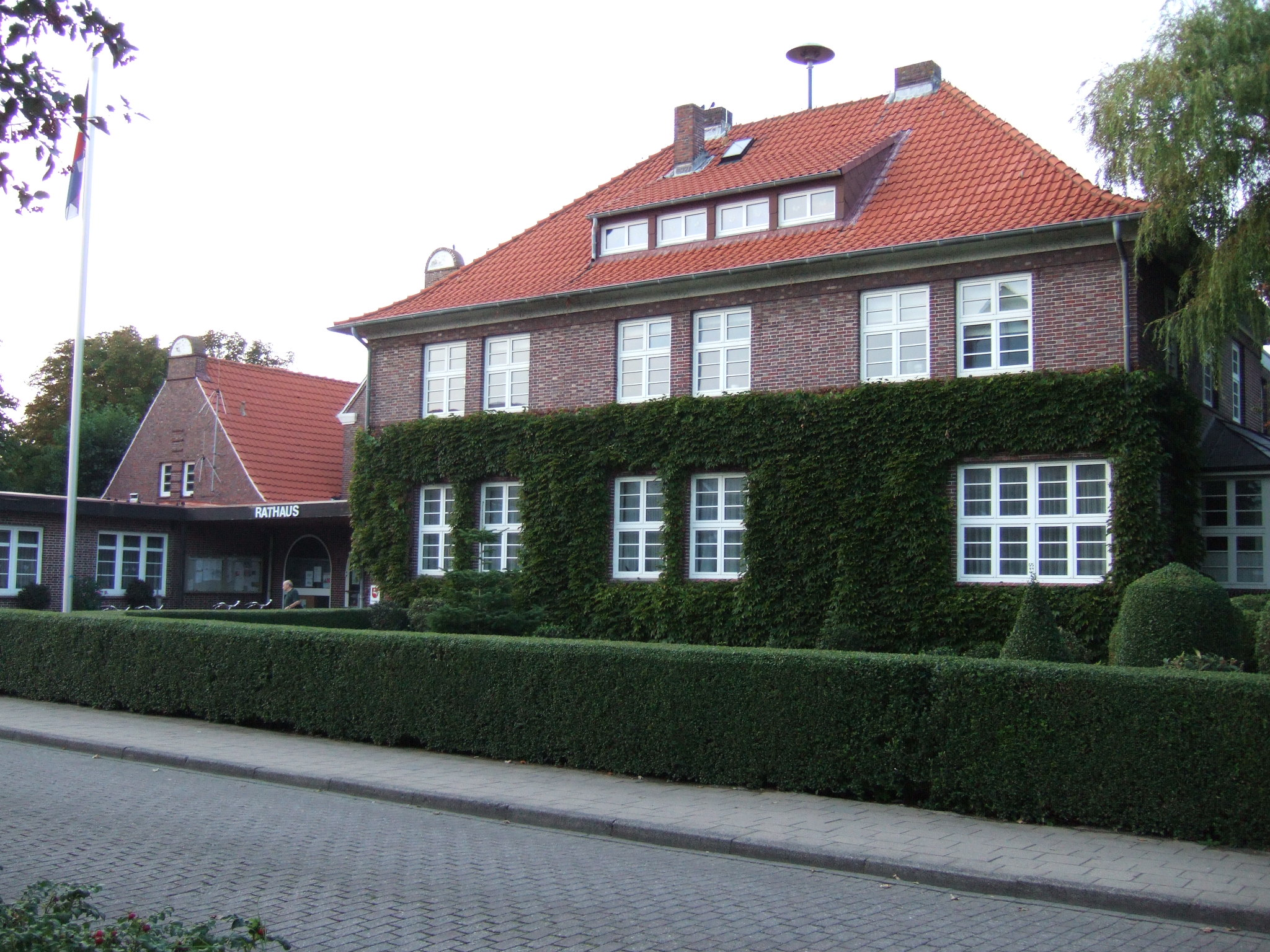
Ратуша